# Урочище Плиски

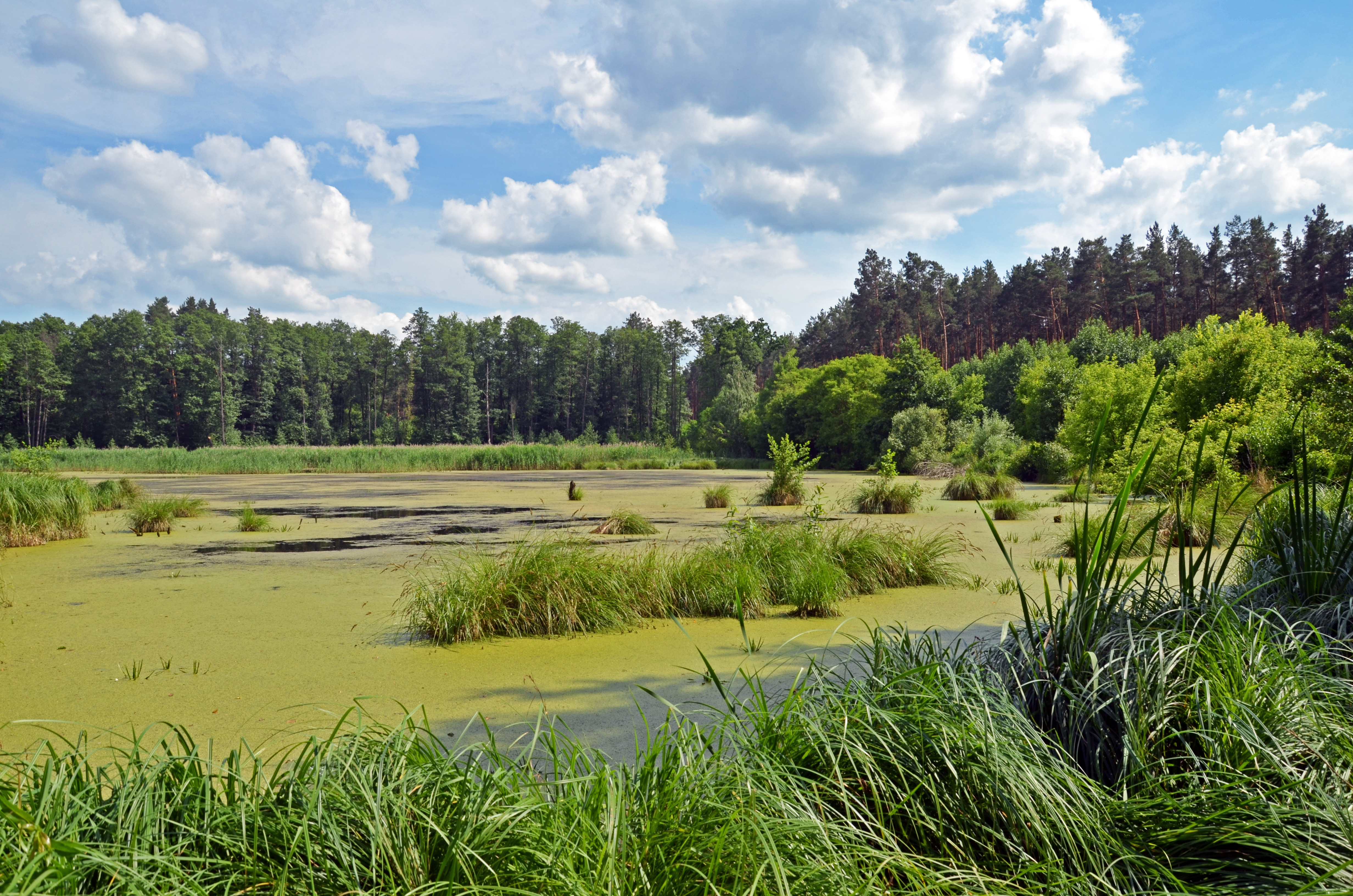
Заболочена ділянка річки Плиська біля Урочища Плиски

Уро́чище Пли́ски — ботанічна пам'ятка природи місцевого значення в Україні. Розташована на території Калинівської селищної громади Фастівського району Київської області, на захід від села Плесецьке.
Площа — 1,1 га, статус отриманий у 2020 році. Перебуває у віданні: Боярська лісова дослідна станція (Плесецьке лісництво, квартал 442 виділ 18).
Найвищу цінність Урочища Плиски становлять великі популяції двох рідкісних першоцвітів: сону широколистого, що охороняється згідно з Додатком І до Бернської конвенції та Рішенням Київради № 219/940 на території м. Києва, а також цю квітку занесено до Червоної книги України, та сону чорніючого, що занесено до Червоної книги України.